# John Daniel Imboden

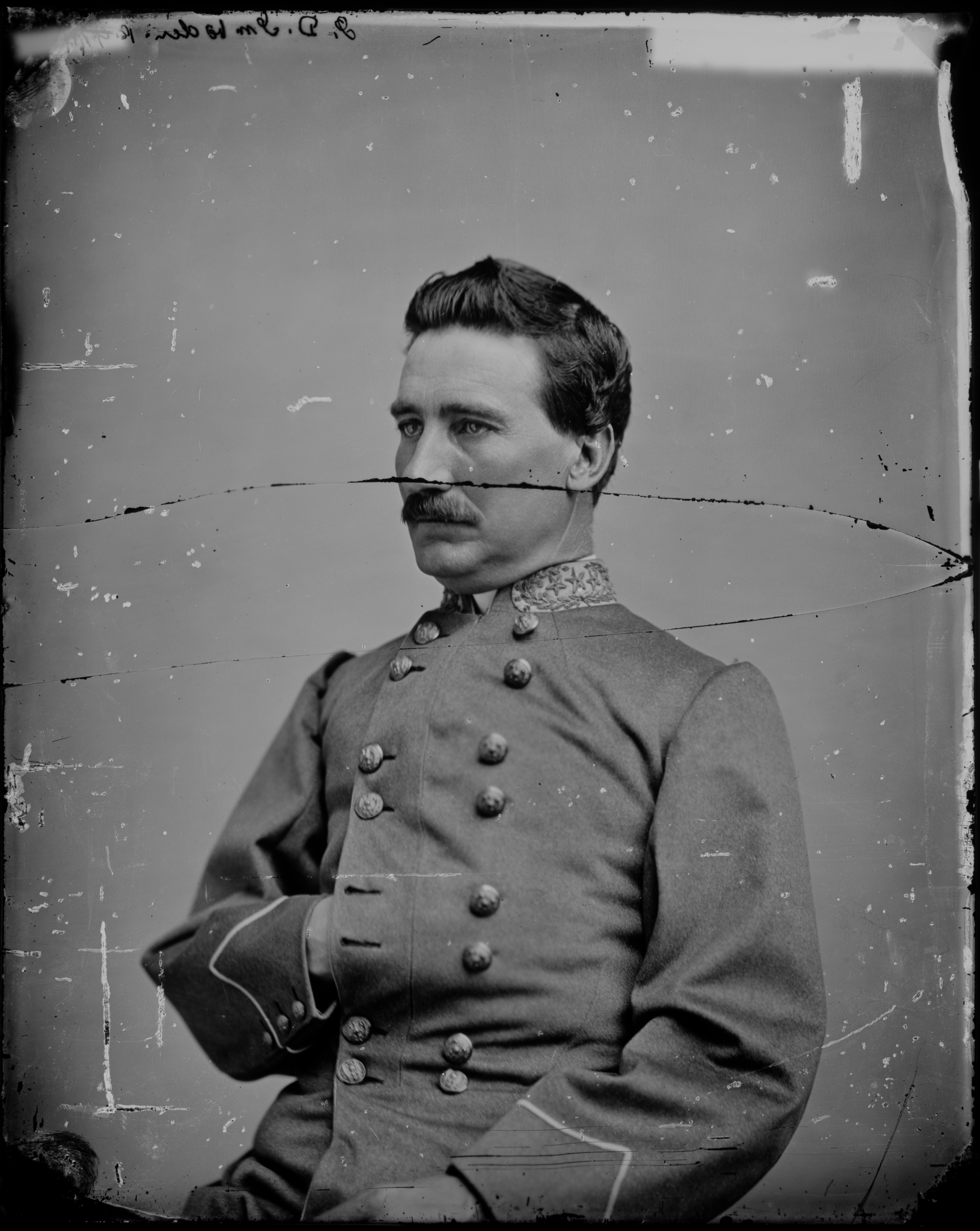
John Daniel Imboden en uniforme militaire

John Daniel Imboden (/ɪmboʊdɛn/ ; 16 février 1823 - 15 août 1895) est un avocat américain, législateur de l'État de Virginie et un général de l'armée confédérée. Au cours de la guerre de Sécession, il commande une force de cavalerie irrégulière. Après la guerre, il reprend la pratique du droit, devient écrivain, et est actif dans le développement des terres, fondant la ville de Damascus en Virginie.

## Avant la guerre
Imboden naît près de Staunton, en Virginie, dans la vallée de la Shenandoah, fils de George William Imboden (1793-1875) et Isabella Wunderlich qui ont onze enfants. Son père a participé à la guerre de 1812. Imboden commence ses études dans une école du comté, puis en 1841-1842 il entre au Washington College. Il trouve un emploi d'enseignant à l'école de Virginie pour les sourds et les aveugles à Staunton. Plus tard, il étudie le droit, est admis au barreau de Virginie, et entame un partenariat avec William Frazier pour créer un cabinet d'avocats. En décembre 1844, Imboden devient un membre de la loge maçonnique de Staunton, numéro 13, Maçons Anciens Libres et Acceptés (A. F. & A. M.):6. Il s'enrôle dans la milice de Virginie et est parmi les fondateurs de l'artillerie légère de Staunton. Malgré son absence de formation militaire, Imboden reçoit une commission de capitaine dans l'artillerie de Staunton de la milice de l'État de Virginie le 28 novembre 1859. Défenseur des droits des états, Imboden est élu deux fois à la chambre des délégués de l'assemblée générale de Virginie.

## Guerre de Sécession
La 1er juillet 1861, l'artillerie légère de Staunton, avec ses quatre canons en bronze de 6 livres et 107 officiers et hommes, entre en service dans l'armée des États Confédérés,. Imboden commande l'unité lors de la capture d'Harpers Ferry. Alors qu'il commande sa batterie d'artillerie lors de la première bataille de Bull Run, Imboden a son tympan gauche perforé en tirant avec une pièce d'artillerie, ce qui cause la surdité ultérieure de cette oreille. Le 9 septembre 1862, Imboden quitte l'artillerie pour recruter un bataillon de rangers partisans et est promu colonel du 62nd Virginia Mounted Infantry (1st Partisan Rangers). Il combat avec le major général Thomas J. « Stonewall » Jackson lors de la campagne de la vallée à Cross Keys et Port Republic. Il est promu au rang de brigadier général le 28 janvier 1863.
Avec le brigadier général William E. « Grumble » Jones, Imboden mène le fameux raid de Jones-Imboden de 3 400 rangers partisans dans le nord-ouest de la Virginie, détruisant des voies ferrées et les ponts du chemin de Fer de Baltimore et de l'Ohio. Pendant le raid, il capture aussi des milliers de chevaux et de têtes de bétail et ruine les champs pétrolifères dans la vallée de la Kanawha. Ce raid couvre 644 kilomètres (400 miles) en 37 jours. Lors de la campagne de Gettysburg, la brigade d'Imboden sert sous le major général J. E. B. Stuart en tant qu'arrière-garde, pour les mouvements du général Robert E. Lee vers le nord à travers la vallée de la Shenandoah (sa brigade ne participe pas à l'incursion de Stuart loin de l'armée de Lee, mais fait des raids contre le chemin de fer de Baltimore et de l'Ohio entre Martinsburg, en Virginie-Occidentale, et de Cumberland, Maryland.).

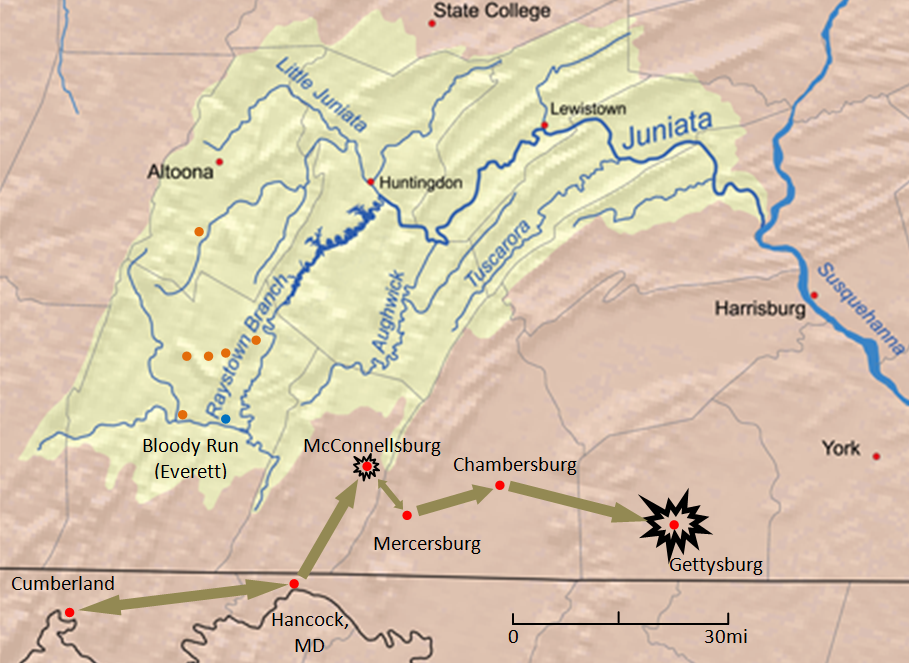
Actions d'Imboden avant la bataille de Gettysburg

Au cours de la bataille de Gettysburg, les hommes d'Imboden restent à l'arrière et gardent les munitions et les trains de ravitaillement à Chambersburg, en Pennsylvanie. Au cours de la retraite confédérée, Imboden est chargé d'escorter les convois de chariots de milliers de soldats blessés de retour en Virginie. Le 6 juillet 1863, le fleuve Potomac est en crue à Williamsport, dans le Maryland, et le train de wagons d'Imboden est pris au piège. Il réunit autour de lui une force défensive qui comprend une batterie d'artillerie et autant de blessés qui peuvent utiliser des fusils. Cette force organisée à la hâte repousse les attaques de la cavalerie de l'Union des généraux John Buford et Judson Kilpatrick, sauvant le train de wagons. Robert E. Lee fait l'éloge d'Imboden pour la façon dont il a « vaillamment repoussé » la cavalerie de l'Union.
De retour dans la vallée de la Shenandoah, Imboden répond à une demande du général Lee de distraire l'ennemi en face de lui en menant un raid sur le détachement vulnérable de l'Union de Charles Town, en Virginie-Occidentale, le 18 octobre 1863 à la bataille de Charlestown. Imboden rapporte :
« La surprise était complète, l'ennemi n'ayant aucun idée de notre approche jusqu'à ce que j'ai encerclé entièrement la ville. ... Lors ma demande de reddition le colonel Simpson a demandé une heure de réflexion. Je lui ai offert cinq minutes, auxquelles il a répondu : « Prenez nous si vous pouvez ». J'ai immédiatement ouvert le feu sur les bâtiments avec l'artillerie à moins de 180 mètres (200 yard), et avec une demi-douzaine d'obus j'ai chassé l'ennemi dans les rues, quand il s'est regroupé et a fui vers Harper's Ferry. »
Le brigadier général de l'Union Jeremiah Cutler Sullivan envoie rapidement une colonne de secours à proximité de Harpers Ferry et repousse Imboden  dans la vallée. Sullivan rapporte, « la cavalerie s'est approchée de l'ennemi de ce côté de Charlestown, et l'a repoussé à travers la ville. L'artillerie est venue, les a repoussés sur environ 6,4 kilomètres (4 miles). Une partie de la force d'infanterie..., les atteignant, l'ennemi a été chassé de toutes les positions qu'il avait pris, près de Berryville ».
Les forces d'Imboden et de John C. Breckinridge vainquent le commandement du major général de l'Union Franz Sigel lors de la bataille de New Market, le 15 mai 1864. Il retourne en Virginie et commande une brigade dans la division de cavalerie du major général Robert Ransom du deuxième corps de l'armée de Virginie du Nord sous les ordres du lieutenant général. Jubal A. Early lors des campagnes de la vallée de 1864. Il prend part à la seconde bataille de Kenstown le 24 juillet 1864 trois jours après avoir repris le commandement de sa brigade à la suite d'un accès de fièvre typhoïde. Après avoir rencontré une patrouille de deux compagnies de cavalerie fédérale, sa brigade se heurte à l'infanterie de Duval mais ne pousse pas davantage(p229). Il est frappé d'incapacité par la fièvre typhoïde et quitte le service actif de cavalerie.
Le 2 janvier 1865, Imboden commande le camp Millen, en Géorgie, puis le camp de prisonniers à Aiken, Caroline du Sud ainsi que d'autres camps de prisonniers de guerre en Géorgie, Alabama et Mississippi tout au long de 1865 jusqu'à la fin de la guerre. Il est libéré sur parole à Augusta, en Géorgie, le 3 mai de cette année.

## Après la guerre
Après la guerre, Imboden part pour Richmond, en Virginie, où il reprend son travail en tant qu'avocat, servant d'abord à Richmond, puis à Abingdon, le siège du comté de Washington. Il publie plusieurs articles et livres sur la guerre de Sécession, et contribue également à The War of the Rebellion: A Compilation of the Official Records of the Union and Confederate Armies (128 vols., 1880-1901). Imboden  devient un ardent défenseur du développement des ressources naturelles de Virginie et des infrastructures de transport. Il publie en 1872, une brochure, The Coal and Iron Resources of Virginia: Their Extent, Commercial Value, and Early Development Considered. Autour de 1875, il s'installe au sud-ouest de la Virginie, où il espère exploiter des gisements de charbon et de minerai de fer. Il fonde la ville de Damascus, en Virginie, qui devient un centre de bois à la fin du XIXe et au début du XXe siècle. En 1876, il devient commissaire de l'exposition internationale du centenaire de Philadelphie, en Pennsylvanie, et en 1893, il est commissaire de l'exposition universelle de Chicago.
Il meurt à Damascus en 1895, et est enterré dans la section des généraux du cimetière d'Hollywood à Richmond, en Virginie,.

## Famille
Au cours de sa vie, Imboden se marie cinq fois, cinq de ses neuf enfants sont vivants au moment de sa mort en 1895. Le 16 juin 1845, Imboden épouse Eliza "Dice" Allen McCue, qui est une fille du colonel Franklin McCue. Les Imbodens construisent une maison à Staunton qu'ils appellent « Ingleside Cottage ». Ils ont quatre enfants, dont l'un qui décède avant l'âge de trois ans. Le 23 décembre 1857, sa femme depuis douze ans décède. Le 12 mai 1859, Imboden épouse Mary Wilson McPhail, qui donne naissance à trois enfants. Plus tard, il épouse Edna Porter, puis Anna Lockett, et enfin Florence Crockett.

## Œuvres
- Imboden, John D. Organized and Authorized Partisan Rangers. Staunton, Va., 1862. (Recruiting pamphlet)
- Imboden, John D. Virginia, the Home for the Northern Farmer: Three Letters from Gen. J.d. Imboden, Domestic Agent of Immigration for the State of Virginia, to Hon. Horace Greeley. New York: D. Taylor, 1869.
- Imboden, John D. Lee at Gettysburg. New York, 1871.
- Imboden, John D. Reminiscences of Lee and Jackson. New York, 1871.
- Imboden, John D. The Coal and Iron Resources of Virginia: Their Extent, Commercial Value, and Early Development Considered. a Paper Read Before a Meeting of Members of the Legislature and Prominent Citizens in the Capitol at Richmond, February 19th, 1872. Richmond: Clemmitt & Jones, printers, 1872.
- Imboden, John D. Important to All Interested in Virginia, U.S. London: Foreign and Colonial Estates Exchange Agency, 1873.
- Imboden, John D. Jackson at Harper's Ferry in 1861. In Battles and Leaders of the Civil War, ed. by Robert U. Johnson and Clarence C. Buel (1884-1887). 1.1 (1884): 111-125.
- Imboden, John D. Coal and Coke: Coal Interests of South Western Virginia. s.l., 1894.